# Carpias triocellatus
Carpias triocellatus là một loài chân đều trong họ Janiridae. Loài này được Mueller miêu tả khoa học năm 1992.